# Arcadio Larraona
Arcadio María Larraona Saralegui (né le 13 novembre 1887 à Oteiza de la Solana en Espagne, et mort le 7 mai 1973 à Rome) est un cardinal espagnol de l'Église catholique du XXe siècle, créé par le pape Jean XXIII. Il est membre de l'ordre des clarétains.

## Biographie
Après son ordination, Arcadio Larraona  fait du travail pastoral. Il devient professeur à l'Athénée pontifical de l'Apollinaire, à l'Athénée pontifical de Propaganda Fide et à la scuola practica de la Congrégation pour les Religieux. Larraona est directeur du journal "Commentarium pro Religiosis" et sous-secrétaire et secrétaire de la Congrégation pour les  Religieux. Il collabore à la préparation des constitutions apostoliques "Provida Mater Ecclesia" (1947), "Sponsa Christi" (1950) et "Sedes Sapientiæ" (1956).
Le pape Jean XXIII le crée cardinal lors du consistoire du 14 décembre 1959. Il est pénitencier majeur en 1961-1962 et préfet de la Congrégation des rites et président de la Commission pour la liturgie du concile Vatican II à partir de 1962. Il est élu archevêque titulaire de Diocesarea-en-Isaurie (de) en  1962. Larraona assiste  au Concile Vatican II (1962-1965) et participe au conclave de 1963 (élection de Paul VI). Il est connu comme très conservateur[réf. nécessaire].